# 3379 Oishi
3379 Oishi eller 1931 TJ1 är en asteroid i huvudbältet, som upptäcktes 6 oktober 1931 av den tyske astronomen Karl Wilhelm Reinmuth i Heidelberg. Den har fått sitt namn efter Hideo Oishi.
Asteroiden har en diameter på ungefär 12 kilometer och den tillhör asteroidgruppen Nysa.